# Třída E
Třída E byla třída ponorek námořnictva Spojených států amerických. Celkem byly postaveny dvě jednotky této třídy. Ve službě byly v letech 1912–1921. Byly to první americké diesel-elektrické ponorky a zároveň první americké ponorky vybavené hloubkovými kormidly na přídi. Na ponorce USS Skipjack byl prvním velícím důstojníkem poručík Chester Nimitz.

## Stavba
Celkem byly postaveny dvě jednotky této třídy. Navrhla je americká loděnice Electric Boat Company a postavila loděnice Fore River Shipbuilding Company v Quincy ve státě Massachusetts. Jejich původní jména Skipjack a Sturgeon byla 17. listopadu 1911 změněna na E-1 a E-2. Do služby byly přijaty roku 1912.
Jednotky třídy E:
| Název                        | Založení kýlu     | Spuštěna na vodu | Uvedena do služby | Poznámka                 |
| ---------------------------- | ----------------- | ---------------- | ----------------- | ------------------------ |
| USS E-1 (SS-24, ex Skipjack) | 22. prosince 1919 | 27. května 1911  | 14. února 1912    | Vyřazena 20. října 1921. |
| USS E-2 (SS-25, ex Sturgeon) | 22. prosince 1919 | 16. června 1911  | 14. února 1912    | Vyřazena 20. října 1921. |

## Konstrukce

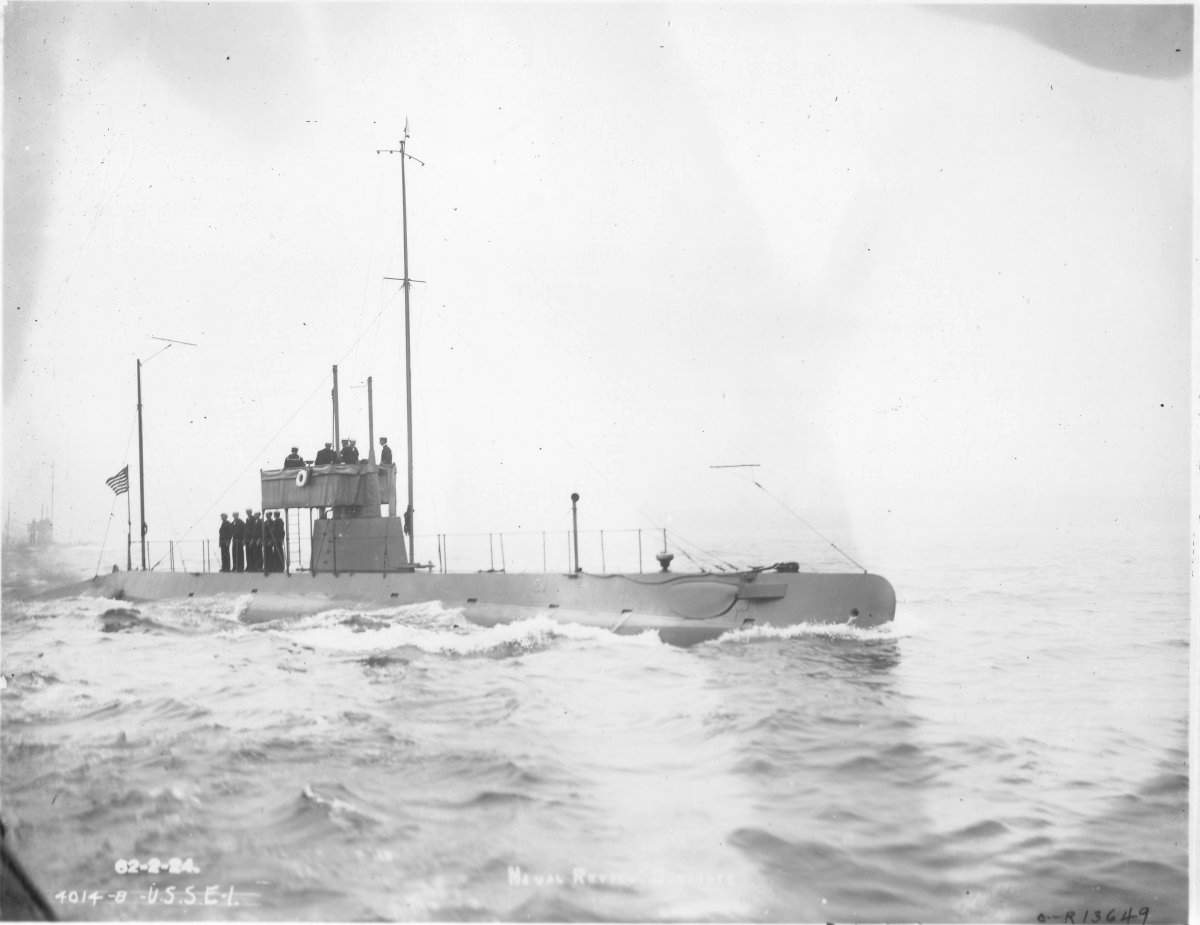
USS E-1

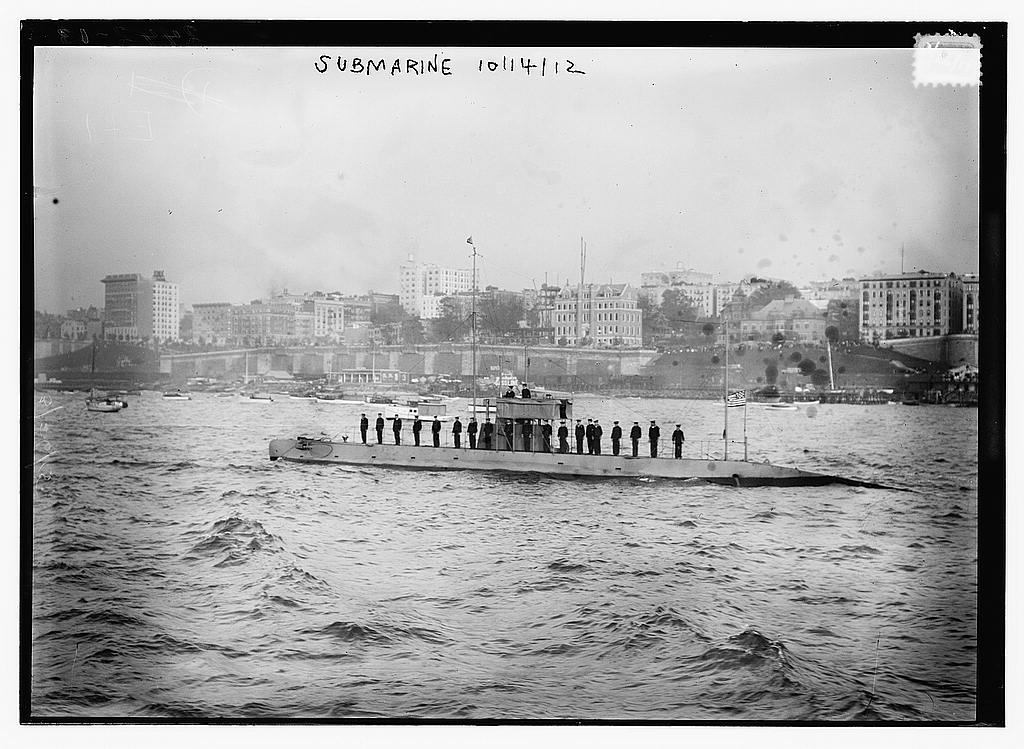
USS E-1

Oproti předchozím třídám ponorek byly ponorky třídy E poháněny na hladině dieselovým pohonem. Nejde však o první použití dieselového pohonu na palubě ponorek, neboť k tomu došlo již u francouzských ponorek třídy Aigrette postavených v letech 1903–1905. Dalším novým prvkem u amerických ponorek třídy E jsou další kormidla, která jsou umístěna na přídi ponorky.
Ponorky byly vyzbrojeny čtyřmi 457mm torpédomety se zásobou čtyř torpéd. Jejich pohon zajišťovaly dva diesely New London Ship and Engine Company (NELSECO) o výkonu 700 hp a dva elektromotory o výkonu 600 hp, které roztáčely dva lodní šrouby. Nejvyšší rychlost dosahovala 13,5 uzlu na hladině a 11,5 uzlu pod hladinou. Dosah byl 2100 námořních mil při rychlosti jedenáct uzlů na hladině a sto námořních mil při rychlosti pět uzlů pod hladinou. Hloubka ponoru byla 61 metrů.

### Modifikace
Původní diesely musely být roku 1915 vyměněny.

## Služba
Ponorky spadaly pod atlantickou flotilu. E-1 byla první americkou ponorkou, která vlastní silou překonala Atlantský oceán. Na této ponorce byl také roku 1920 zkoušen Sperryho gyrokompas. Rovněž se na této ponorce testovali hydrofony a sloužila k pokusům věnovaným přenosu rádiových vln pod vodní hladinou. Dne 15. ledna 1916 byla ponorka E-2 byla poškozena výbuchem při opravách v newyorských docích. Čtyři členové posádky zahynuli a 7–10 dalších lidí bylo při této události zraněno.